# Ciprianiïta
La ciprianiïta és un mineral de la classe dels silicats, que pertany al grup de la hel·landita. Rep el nom en honor de Curzio Cipriani (26 de novembre de 1927 - 6 de desembre de 2007), professor de mineralogia i responsable del Museu de Mineralogia (més endavant el Museu d'Història Natural) de la Universitat de Florència, per la seva contribució a la sistemàtica mineral.

## Característiques
La ciprianiïta és un silicat de fórmula química Ca₄[(Th,U),Ca]Σ2Al(Be0.5☐1.5)Σ2[B₄Si₄O22](OH)₂. Les terres rares d'aquest compost són principalment ceri i neodimi, amb una presència menor de lantani, praseodimi i samari. És el primer mineral que combina tori i bor com a components essencials. Va ser aprovada com a espècie vàlida per l'Associació Mineralògica Internacional l'any 2001. Cristal·litza en el sistema monoclínic.
Segons la classificació de Nickel-Strunz, la ciprianiïta pertany a «09.DK - Inosilicats amb 5 cadenes senzilles periòdiques» juntament amb els següents minerals: babingtonita, litiomarsturita, manganbabingtonita, marsturita, nambulita, natronambulita, rodonita, escandiobabingtonita, fowlerita, santaclaraïta, saneroïta, hellandita-(Y), tadzhikita-(Ce), mottanaïta-(Ce) i hellandita-(Ce).

## Formació i jaciments
Va ser descoberta a Tre Croci, al municipi de Vetralla, dins la província de Viterbo (Laci, Itàlia). També ha estat descrita al mont Cavalluccio, a la localitat de Campagnano di Roma, a la ciutat metropolitana de Roma capital, també al Laci. Aquests dos indrets són els únics de tot el planeta on ha estat descrita aquesta espècie mineral.